# Серце батяра (фільм)
«Серце батяра» (пол. Serce batiara, або «Серця батярів», пол. Serca batiarów) — польський фільм про львівських батярів, знятий 1939 року. У головних ролях — дует Щепко і Тонько (Казімєж Вайда і Генрик Фоґельфенґер).
Не вийшов на екрани через вибух Другої світової війни. Негатив фільму знищено під час бомбардувань Варшави у вересні 1939 року.
Режисером, як і попередніх фільмах про Щепка та Тонька («Буде краще» і «Волоцюги»), став Міхал Вашинський. Автори сценарію: Емануель Шлехтер (Львів) і Людвік Старський (Варшава). У першій половині серпня знімали сцени з подорожей героїв (Катовіце, Познань, Варшава), в другій половині місяця знімали сцени в студії (у варшавському кіноательє «Фаланга»). Найімовірніше, плівку фільму знищено під час бомбардувань Варшави у вересні 1939 року. Кіноплівки тих часів були легкозаймисті, а бомбардування спричинили численні пожежі по всій Варшаві.
Певний час уважали, що зберігся запис пісні з фільму — «Серце батяра» (або «За рогатками ходять батяри»). Однак фільмограф Міхал Пеньковський вніс ясність у це питання: запис на платівці не міжвоєнний, а післявоєнний, авторстка дуету Міська і Нюська, який створили на подобі Щепка та Тонька поляки в еміграції. Вони виступали на «Радіо Вільна Європа», а запис видано на платівці «Пісні вчора і сьогодні. Від Щепка і Тонька до доктора Живаго». Через те, що на платівці не було вказано виконавців пісні «Серце батяра», люди вважали запис автентичним.

## Сюжет
Сюжет фільму відображав реалії Польщі перед Другою світовою — головні герої мандрують країною, щоб заохотити людей робити пожертви на військовий літак «Батяр». 1939 року акції для збору коштів на військові потреби були популярні в Польщі перед загрозою нападу Третього Райху.